# WWE Championship
Undisputed WWE Universal Championship, známý také jako WWE Championship, je profesionální wrestlingový titul, udělován ve společnosti WWE. Jedná se o nejprestižnější a hlavní šampionát společnosti. Titul je v současnosti součástí rosteru SmackDown.
- Datum založení: 26. dubna 1963
- Aktuální držitel: Cody Rhodes
- První držitel: Buddy Rogers
- Nejvíce výher: John Cena (14)

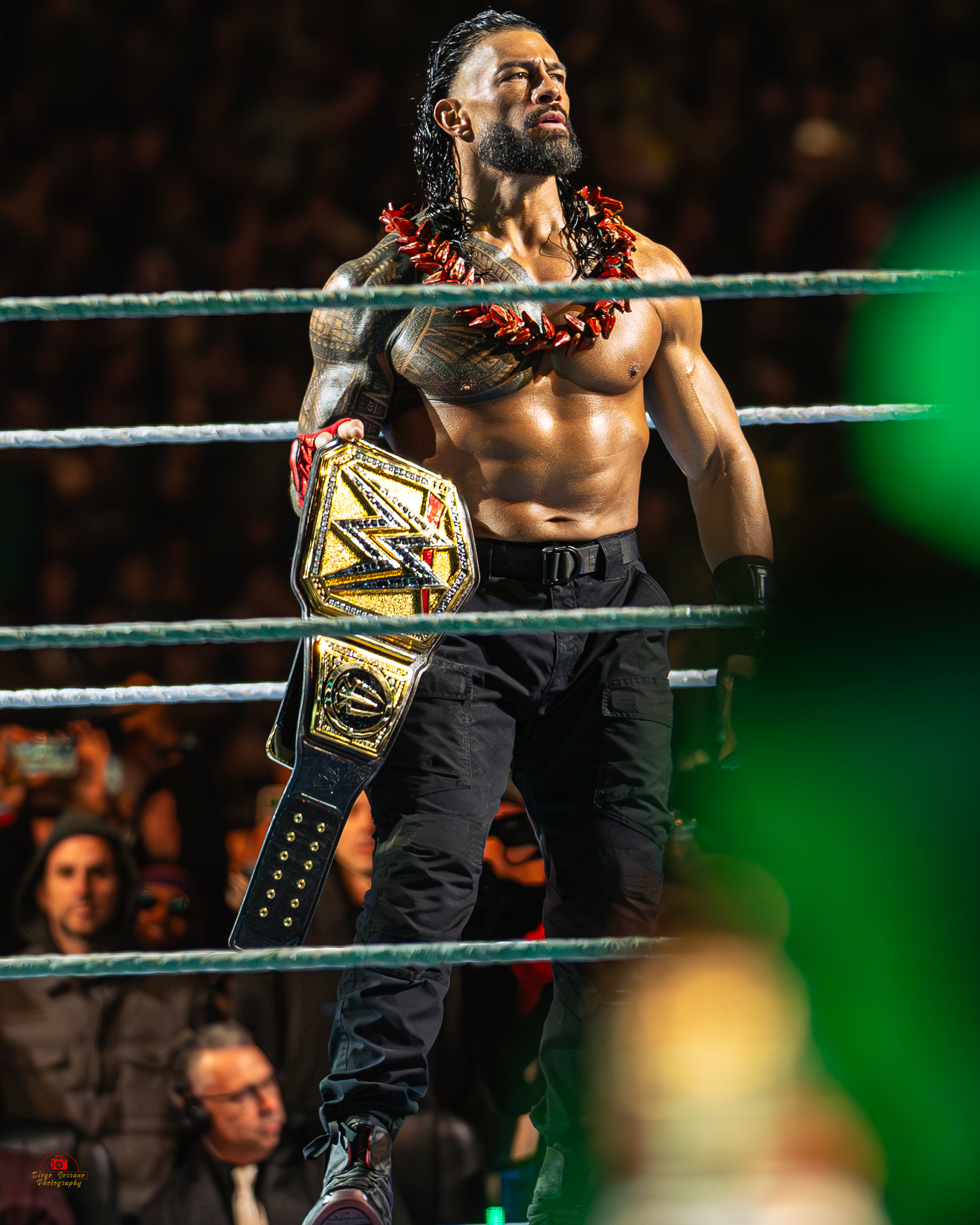
Roman Reigns s titulem WWE Undisputed Championship

- Nejdelší držení: Bruno Sammartino (2803 dní)  (Prohrál s Ivanem Kollofovem)
- Nejkratší držení: André the Giant (1 minuta 48 sekund) (Prodal Championship Tedovi DibIasovi Sr.)[1]
- Nejstarší vítěz: Vince McMahon (54 let 27 dní)
- Nejmladší vítěz: Brock Lesnar (25 let 44 dní)
- Nejtěžší vítěz: Yokozuna (568 lb (258kg))
- Nejlehčí vítěz: Rey Mysterio (162 lb (73 kg))

## Historie názvů
- WWWF World Heavyweight Championship (1963–1971)

- WWWF Heavyweight Championship (1971–1979)

- WWF Heavyweight Championship (1979–1983)

- WWF World Heavyweight Championship (1983–1998)

- WWF Championship (1998–2001)

- Undisputed WWF Championship (2001–2002)

- Undisputed WWE Championship (2002)

- WWE Championship (2002–2013)

- WWE World Heavyweight Championship (2013–2016)

- WWE World Championship (2016)

- WWE Championship (2016–)
- Undisputed WWE Universal Championship (2022–2024)
- Undisputed WWE Championship (2024–)